# Ken Yeager
Ken Yeager (sinh ngày 12 tháng 12 năm 1952) là một chính khách người Mỹ. Ông phục vụ trong Hội đồng Giám sát Quận Santa Clara, đại diện cho Khu vực 4. Lần đầu tiên được bầu vào hội đồng quản trị vào năm 2006, ông đại diện cho các thành phố Campbell và Santa Clara, cũng như phía tây San Jose và các vùng lân cận Burbank và Cambrian. Trước đó, Yeager phục vụ trong Hội đồng Thành phố San Jose từ năm 2000 đến 2006. Trước đó, ông đã phục vụ hai nhiệm kỳ trong Hội đồng Cao đẳng Cộng đồng San Jose/Evergreen. Ông là ứng cử viên cho ghế khu vực 23 trong Quốc hội Tiểu bang California vào năm 1996, đứng thứ hai.

## Đầu đời và giáo dục
Ken Yeager sinh ngày 12 tháng 12 năm 1952. Cha mẹ của ông là Ernest Eugene "Gene" Yeager (1924–2010) và Carolyn French Yeager (mất năm 2003).  Yeager theo học Đại học Bang San José, nơi ông lấy bằng B.A. về khoa học chính trị. Ông tiếp tục học tại Đại học Stanford, lấy bằng M.A. về xã hội học và Ph.D. về giáo dục từ Trường Giáo dục Tốt nghiệp Stanford. Năm 2004, Yeager hoàn thành chương trình Trường Chính phủ John F. Kennedy của Đại học Harvard dành cho các Giám đốc điều hành cấp cao trong chính quyền địa phương và tiểu bang với tư cách là Thành viên lãnh đạo Viện LGBTQ Chiến thắng của David Bohnett.

## Sự nghiệp

### Sự nghiệp ban đầu
Trước khi theo nghiệp chính trị, ông giảng dạy khoa học chính trị tại Đại học Bang San Jose trong 12 năm toàn thời gian.
Năm 1984, Yeager là người đồng sáng lập Ủy ban Bầu cử Thành phố Vùng Vịnh, được mô tả là "nhóm hành động chính trị đồng tính nữ, đồng tính nam, song tính và chuyển giới gồm bốn quận." Ông công khai trong một bài báo quan điểm của San Jose Mercury News năm 1984 để đáp lại lời hùng biện chống  người đồng tính của một thượng nghị sĩ bang địa phương. Năm 1992 ông trở thành quan chức được bầu là người đồng tính công khai đầu tiên ở Quận Santa Clara, khi ông được chỉ định là người được ủy thác của Học khu Cao đẳng Cộng đồng San Jose-Evergreen. Từ năm 1992 đến năm 2000, ông đã phục vụ hai nhiệm kỳ với vai trò này.
Ông là ứng cử viên cho ghế khu vực 23 trong Quốc hội Tiểu bang California vào năm 1996, đứng thứ hai trong cuộc bầu cử sơ bộ của đảng Dân chủ trước Giám sát viên Quận Contra Costa (sau này là Dân biểu) Mike Honda.
Yeager phục vụ trong Hội đồng Thành phố San Jose từ cuộc bầu cử vào tháng 11 năm 2000 cho đến tháng 3 năm 2004, khi ông được bầu lại cho nhiệm kỳ thứ hai kéo dài cho đến năm 2006. Năm 2001, lần đầu tiên ông treo cờ cầu vồng phía trên Tòa thị chính San Jose. Yeager đã sửa đổi chính sách quấy rối của San Jose vào năm 2003 để bao gồm bản dạng giới. Năm 2004, ông được bổ nhiệm làm chủ tịch Lực lượng Đặc nhiệm Ruy băng Xanh về Đạo đức của Hội đồng Thành phố San Jose.

### Các chức vụ gần đây và hiện tại

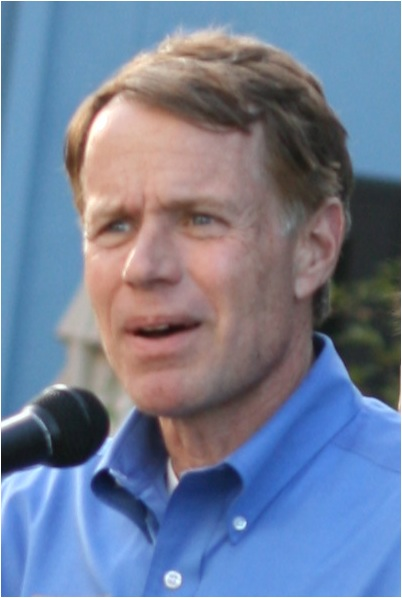
Ken Yeager phát biểu năm 2009

Lần cuối cùng ông phục vụ trong Hội đồng Giám sát Quận Santa Clara, đại diện cho Khu vực 4 và mãn nhiệm vào cuối năm 2018. Được bầu lần đầu vào hội đồng quản trị vào tháng 6 năm 2006, ông đại diện cho các thành phố Campbell, Santa Clara, tây San Jose, và Burbank và các vùng lân cận Cambri. Ông tái đắc cử vào năm 2010 và 2014. Vào năm 2008, và sau đó là năm 2013, chính Yeager là người chủ trì các cuộc hôn nhân đồng giới đầu tiên ở quận Santa Clara, và ông đã giám sát khoảng 100 cuộc hôn nhân như vậy vào năm 2014. Yeager là cựu thành viên hội đồng quản trị của Khu Quản lý Chất lượng Không khí Vùng Vịnh (BAAQMD), và vào tháng 1 năm 2009 thống đốc bổ nhiệm ông làm đại diện BAAQMD trong Ban Tài nguyên Không khí California trong bốn năm.
Tham gia vào giao thông công cộng ở California, Yeager ủng hộ quá trình điện khí hóa của Caltrain, mở rộng mở rộng Bay Area Rapid Transit đến San Jose, và xây dựng Đường sắt Cao tốc California. Cuối năm 2010, ông tham gia hội đồng quản trị của Cơ quan Giao thông Thung lũng Santa Clara. Ông là thành viên của Ban Giám đốc Caltrain Joint Powers Authority, đã từng là chủ tịch của ban vào năm 2013. Yeager là chủ tịch Ủy ban Sức khỏe và Bệnh viện của người Giám sát, và ông cũng là chủ tịch của Ủy ban Y tế và Dịch vụ Nhân sinh của Hiệp hội các Quận Tiểu bang California. Ngoài ra, ông còn là thành viên của 5 Ủy ban đầu tiên của Quận Santa Clara. Đến năm 2014, ông đã xuất bản Trailblazers: Profiles of America's Gay and Lesbian Elected Officials. Tính đến năm 2017, ông tiếp tục giảng dạy định kỳ tại Đại học Bang San Jose.

## Đời tư
Bạn đời lâu năm của Yeager là Michael Haberecht. Yeager là vận động viên ba môn phối hợp và người đi xe đạp và thường xuyên đi làm bằng xe đạp.